# Статуя молодого Мао Цзэдуна
Статуя молодого Мао Цзэдуна (кит. 毛泽东青年艺术雕塑) — скульптурное изображение, располагающееся на Мандариновом острове (кит. трад. 桔子洲, упр. 橘子洲, пиньинь Júzi zhōu, палл. Цзюйцзычжоу) на реке Сянцзян у города Чанша провинции Хунань в Китайской Народной Республике.

## Исторический контекст
Мао Цзэдун родился 26 декабря 1893 года в селе Шаошань провинции Хунань, неподалёку от столицы провинции, города Чанша. В детстве Мао со своими друзьями гулял по острову Цзюйчжоу и плавал в реке Сянцзян. В Чанше Мао встретил Синьхайскую революцию, и с 1913 по 1918 год учился в Хунаньском педагогическом училище № 1, где и проникся идеями философов и революционеров. После этого он уехал в Пекин, долго путешествовал по стране и наконец осел в Шанхае. Из-за деятельности в Коммунистической партии и Гоминьдане он был истощён физически и морально и принял решение вернуться в Шаошань, где позже принял участие в военной и теоретической подготовке крестьянства. Зимой 1925 года эта деятельность привлекла внимание региональных властей, и Мао Цзэдуну пришлось уехать.

## История памятника
В 2007 году Народное правительство провинции Хунань, горком Коммунистической партии Китая и администрация города Чанша постановили начать строительство памятника, на что потребовалось более 8000 блоков красного гранита общим весом в 2 тысячи тонн, добытого в провинции Фуцзянь. На строительство было потрачено около 300 миллионов юаней (35 млн долларов США). Один из скульпторов, Си Ле-Вин, говорил, что «в создании образа 32-летнего Мао мы были особенно озабочены тем, чтобы отойти от устоявшихся стереотипов». Как сообщалось, дочь Шао Хуа и внук Mao Синью Цзэдуна остались довольны композицией скульптуры.

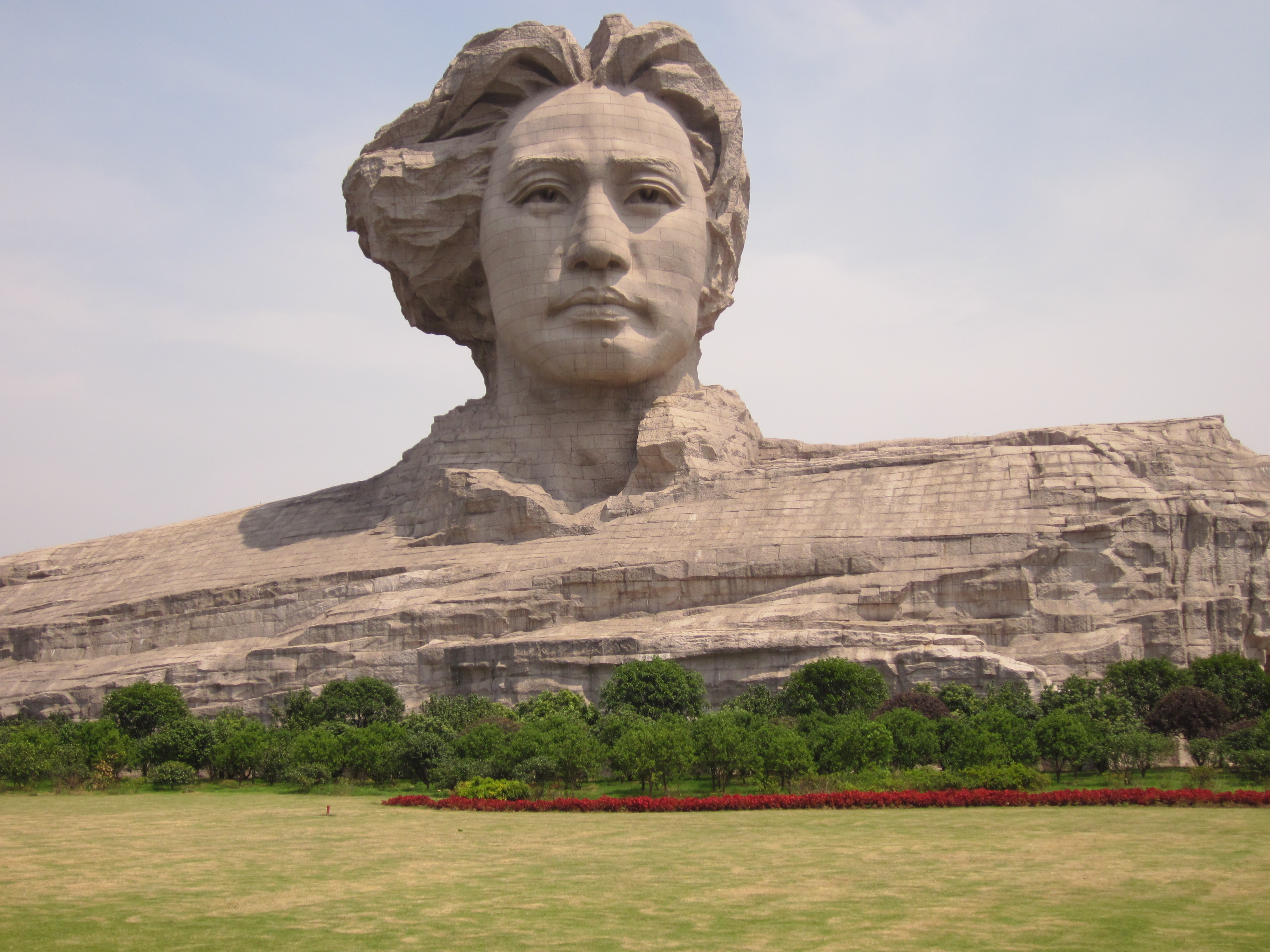
Панорама скульптуры

20 декабря 2009 года, к 116-му году со дня рождения Мао, статуя была открыта.
3 декабря 2013 года были закончены работы по очистке памятника, проходившие в течение месяца, после чего он снова был открыт для обозрения.

## Композиция
Памятник изображает молодого Мао Цзэдуна в 1925 году с развевающимися на ветру волосами. Длина памятника составляет 83 метра, ширина — 41 метр, высота — 32 метра. На окружающей памятник площади в 3500 м² был построен мемориальный музей, отображающий революционную деятельность Мао и его соратников, а также был создан НИИ поэзии и искусства Мао Цзэдуна.